# Bolharka, Rozdilna
Bolharka (în ucraineană Болгарка, între 1946-2024 - Pervomaiske Первомайське) este un sat în comuna Zaharivka din raionul Rozdilna, regiunea Odesa, Ucraina.

## Demografie
Componența lingvistică a localității Pervomaiske
     Ucraineană (83,79%)
     Română (14,48%)
     Rusă (1,72%)
Conform recensământului din 2001, majoritatea populației localității Pervomaiske era vorbitoare de ucraineană (83,79%), existând în minoritate și vorbitori de română (14,48%) și rusă (1,72%).